# Pendik
Pendik là một huyện thuộc tỉnh İstanbul, Thổ Nhĩ Kỳ. Huyện có diện tích 150 km² và dân số thời điểm năm 2007 là 520486 người, mật độ 3470 người/km².